# Skórkowice (gromada)
Skórkowice – dawna gromada, czyli najmniejsza jednostka podziału terytorialnego Polskiej Rzeczypospolitej Ludowej w latach 1954–1972.
Gromady, z gromadzkimi radami narodowymi (GRN) jako organami władzy najniższego stopnia na wsi, funkcjonowały od reformy reorganizującej administrację wiejską przeprowadzonej jesienią 1954 do momentu ich zniesienia z dniem 1 stycznia 1973, tym samym wypierając organizację gminną w latach 1954–1972.
Gromadę Skórkowice z siedzibą GRN w Skórkowicach utworzono – jako jedną z 8759 gromad na obszarze Polski – w powiecie opoczyńskim w woj. kieleckim, na mocy uchwały nr 13g/54 WRN w Kielcach z dnia 29 września 1954. W skład jednostki weszły obszary dotychczasowych gromad Skórkowice, Wolica, Poręba i Klew ze zniesionej gminy Machory w tymże powiecie. Dla gromady ustalono 14 członków gromadzkiej rady narodowej.
31 grudnia 1959 do gromady Skórkowice przyłączono obszar zniesionej gromady Siucice oraz wsie Ruszenice i Młynek, kolonie Ruszenice A, Afryka, Dąbie, Ławki, Klew A, Emilin, Młynek Machorowski i Błonie Fryszerka, osadę Ruszenice Fryszerka oraz parcelację Klew ze zniesionej gromady Ruszenice.
31 grudnia 1961 do gromady Skórkowice przyłączono wsie Papiernia, Reczków i Sulborowice ze zniesionej gromady Turowice w powiecie koneckim.
Gromada przetrwała do końca 1972 roku, czyli do kolejnej reformy gminnej.